# Koltay Gyula
Koltay Gyula, születési nevén: Kotlár Szilárd, névváltozat: Koltai Gyula, Kottlár Richárd (Szolnok, 1901. december 22. – ? 1967 után) magyar színész.

## Életpályája
Szolnokon született 1901. december 22-én, Kotlár Szilárd néven. Apja Kottlár Gyula nyugalmazott városi tisztviselő, anyja Rébig Róza volt. Rákosi Szidi színiiskoláját végezte el 1928-ban és színészi pályáját Pécsen kezdte. 1936-tól Budapesten a Bethlen Téri Színházhoz szerződött. 1937-től a Nemzeti Színház művésze volt, 1950-től a Honvéd Színház, 1952-től a Magyar Néphadsereg Színházának, majd annak átnevezését követően 1961-től a Vígszínház tagja volt. Pályájáról mondta:

„Fodor Oszkár pécsi társulatától hozott föl Horváth Árpád Budapestre. Először a Bethlen Téri Színházban játszottam. A színház csakhamar bezárta kapuit. Elmentem a Nemzeti Színházba meghallgatásra. Németh Antal, a színház akkori igazgatója azonnal le is szerződtetett. Első szereplésem a Peleskei nótáriusban volt…A legjobb kritikákat a Vén gazemberben kaptam, ahol mindössze két szavas szerepem volt. Ekkor tanultam meg, hogy nem a szerep nagysága a fontos, a tehetség akkor is feltűnik, ha nem helyezik reflektorfénybe.”

Halálának pontos dátuma ismeretlen. (Szerepelt még Szabó István Apa című filmjében, amelyet 1966-ban mutattak be, valamint a Magyar Színházművészeti Lexikon szerint még 1967-ben a Magyar Rádióban is.)

## Színházi szerepeiből
- William Shakespeare: Sok hűhó semmiért... Ferenc barát
- Henrik Ibsen: Peer Gynt... Peer Gynt
- Edmond Rostand: Cyrano de Bergerac... Kapus
- Fjodor Mihajlovics Dosztojevszkij: Bűn és bűnhődés... Raszkolnyikov
- Alekszandr Alekszandrovics Fagyejev: Az ifjú gárda... Grigorij Iljics
- Csokonai Vitéz Mihály: A méla tempefői... Iroványi
- Csiky Gergely: A nagymama... Koszta, nyugalmazott evangélikus tábori lelkész
- Szigligeti Ede: II. Rákóczi Ferenc fogsága... Gróf Traun
- Gaal József: A peleskei nótárius... pincér
- Molnár Ferenc: A doktor úr... Cseresnyés
- Katona József: Bánk bán... Egy zászlós úr
- Tamási Áron: Hullámzó vőlegény... Szabó
- Sándor Kálmán: A harag napja... Vörösőr
- Mesterházi Lajos: A tizenegyedik parancsolat... Sarló

## Filmes és televíziós szerepei
- 5 óra 40 (1939)... Rendőr
- A tenger boszorkánya (1943)
- Fény és árnyék (1943)... István, asztalosmester
- Valamit visz a víz (1944)... Öreg Mihály
- Föltámadott a tenger (1953)... Klauzál Gábor
- A harag napja (1953)
- Hannibál tanár úr (1956)
- Két félidő a pokolban (1961)
- Apa